# Огненная Земля (архипелаг)
О́гненная Земля́ (исп. Tierra del Fuego [ˈtjera ðel ˈfweɣo]) — архипелаг между Атлантическим и Тихим океанами у южной оконечности Южной Америки, в состав которого входит около 40 тысяч островов. Общая площадь архипелага — 73 753 км², из них площадь главного острова Огненная Земля (Исла-Гранде) — 47 992 км².
Бо́льшая часть островов архипелага принадлежит Чили и входит в область Магальянес. Остров Исла-Гранде поделён между Чили и Аргентиной, где он входит в провинцию Огненная Земля. Аргентине также принадлежит самый восточный остров архипелага — Эстадос.
Крупнейшие города Огненной Земли — Ушуая (Аргентина). Последний является самым южным городом Земли.

## География

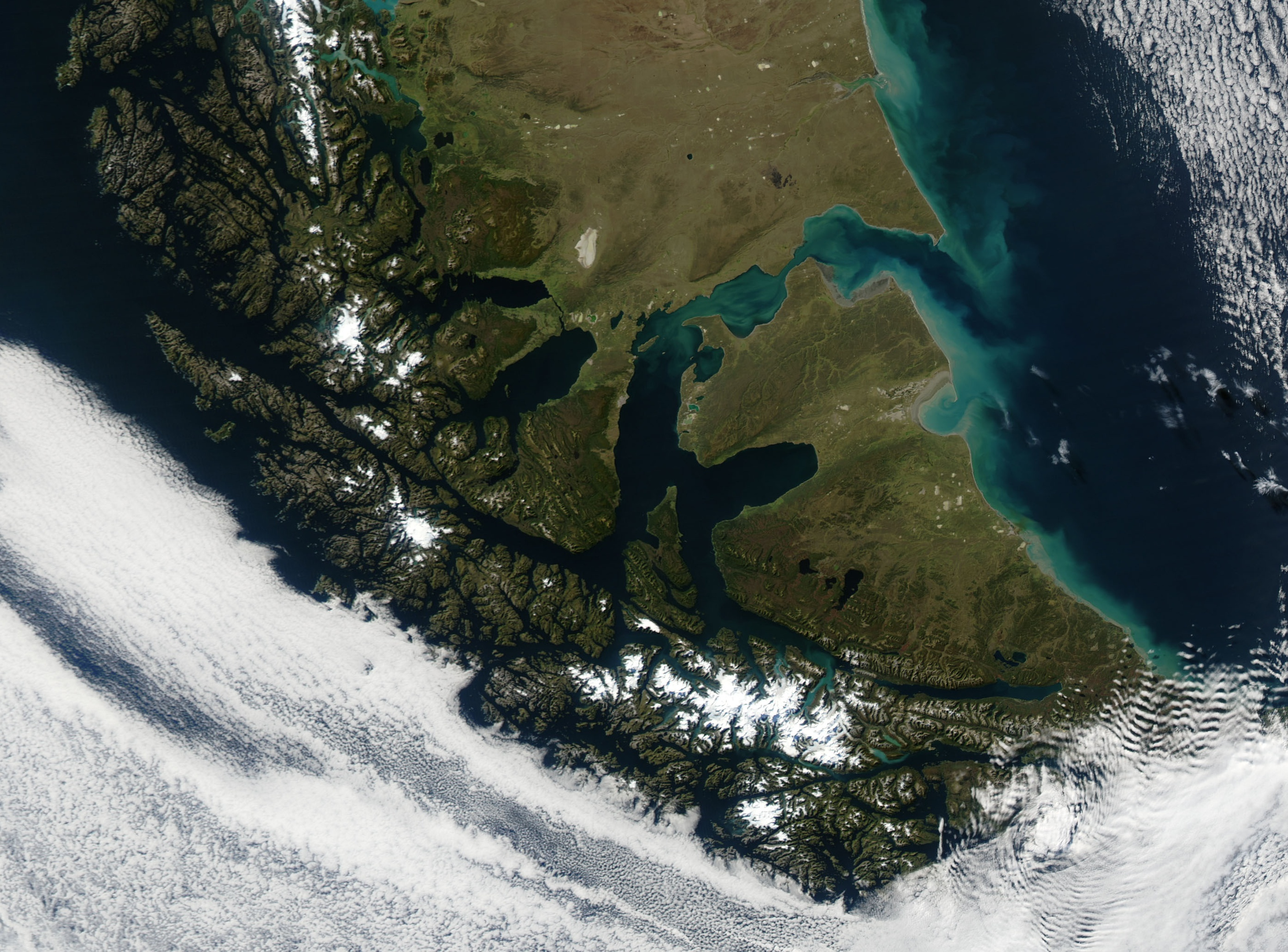
Снимок Огненной Земли со спутника НАСА «Терра».

Архипелаг отделён от материка Магеллановым проливом, а от Антарктиды — проливом Дрейка. Крупнейший остров, который называется так же, как и архипелаг, Огненная Земля (другое название — Исла-Гранде), а также лежащие к югу острова Осте и Наварино разделены проливом Бигл.
Высшая точка — гора Дарвин (2488 м), ранее таковой считалась гора Шиптон (2469 м). Берега островов сильно изрезаны, особенно на юго-западе. Южнее архипелага находится самая южная точка Америки — острова Диего-Рамирес.

### Геология
Геология архипелага отличается влиянием андского орогенеза и неоднократных плейстоценовых оледенений. Геологию острова можно разделить на крупные направленные на восток и запад структуры. Юго-западные острова архипелага, включая мыс Горн, являются частью Южно-Патагонского батолита, а Кордильера Дарвин и район вокруг пролива Бигль составляют основную кордильеру, на которой расположены самые высокие горы. Складчатый и надвижной пояс магалланов простирается к северу от озера Фьорд Альмирантазго и озера Фаньяно, а к северу от него лежит Магалланская низменность — старый осадочный бассейн, где находятся запасы углеводородов. Ортогнейс, возраст которого 525 миллионов лет, как известно, лежит в основе некоторых нефтяных скважин на севере Сьерра-дель-Фуэго.
Магеллано-Фагнанский разлом, силистральный сдвиг, пересекает южную часть основного острова с запада на восток. Это активный разлом, расположенный внутри и параллельно фуэгскому складчатому и надвижному поясу и обозначает границу между южным поясом палеозойских мета-отложений и северным мезозойским поясом осадочных отложений. Озеро Фаньяно занимает вырезанную ледником впадину вытяжного бассейна, образовавшегося вдоль зоны Магеллано-Фаньянского разлома.
Подзоли встречаются под бетулоидными лесами Нотхофагуса в Сьерра-дель-Фуэго.

### Климат
Этот регион отличается субполярным океаническим климатом (по классификации климатов Кёппена Cfc) с коротким, холодным летом и длинными, влажными, умеренно мягкими зимами: на дальнем западе выпадает, в среднем, 3000 мм осадков, а на восточной стороне резко уменьшается их количество. Температура воздуха стабильна в течение всего года: в Ушуайе она едва превышает 9 °C летом и, в среднем, держится на отметке 0 °C зимой. Летом возможны снегопады. Холодное и влажное лето помогает сохранить древние ледники. Самые южные острова обладают типичным для тундры субантарктическим климатом, что делает невозможным там рост деревьев. Регионами мира с климатом, схожим с климатом южной части Огненной Земли, являются Алеутские острова, Исландия, полуостров Аляска, Фарерские острова, остров Маккуори, острова Херд и Макдональд.

### Флора

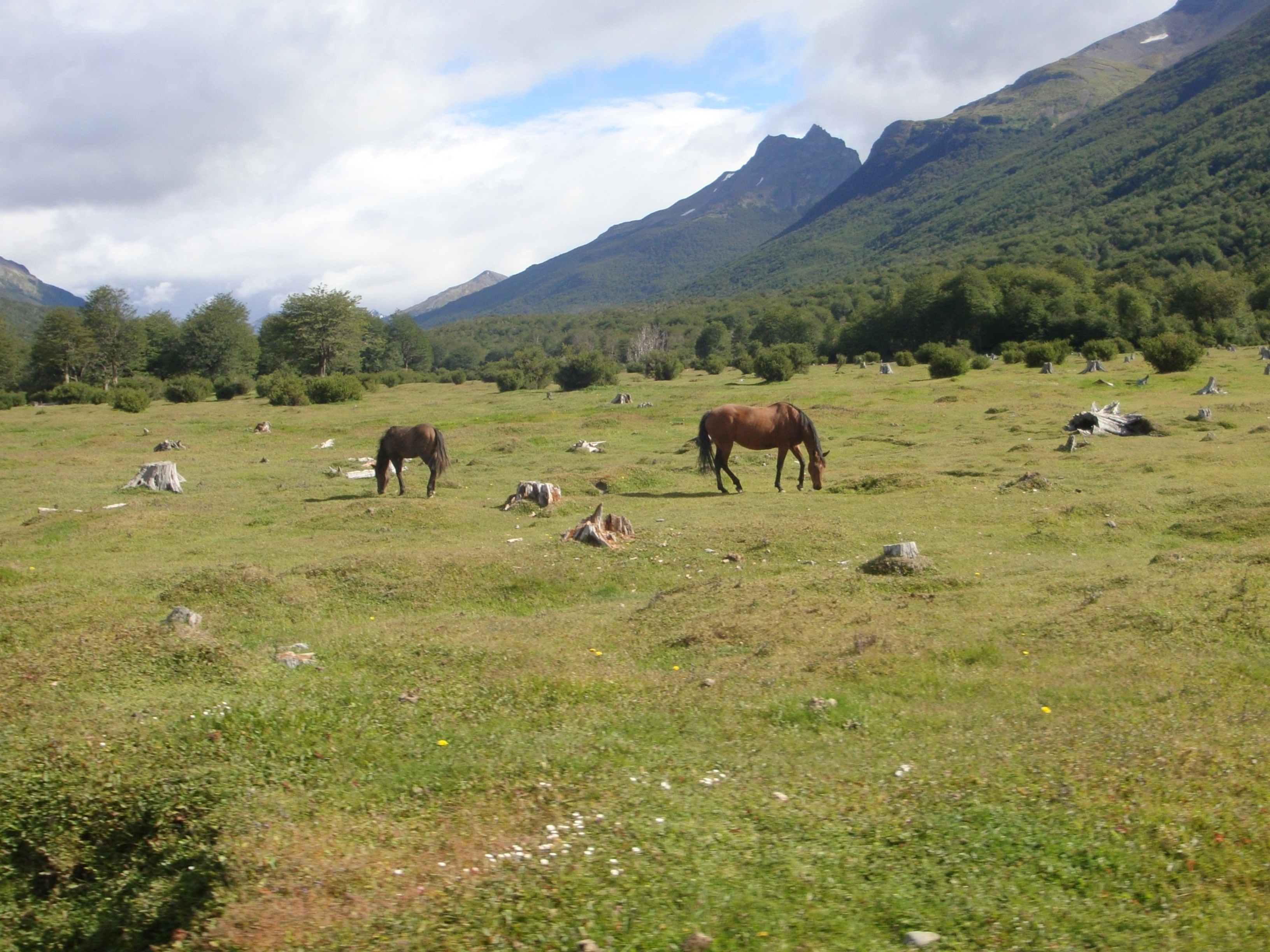
Национальный парк «Огненная Земля» на аргентинской территории

Лишь 30 % островов Огненной Земли имеют леса, которые классифицируются как Магеллановы субполярные. Северо-восток представляют степи и прохладные полупустыни.
На Огненной Земле встречаются шесть видов деревьев: канело (Drimys winteri), Maytenus magellanica, Pilgerodendron uviferum, самое южное хвойное в мире, и три вида южного бука: Nothofagus antarctica, Nothofagus pumilio и вечнозелёные Nothofagus betuloides. В этих лесах на открытом воздухе растёт несколько видов фруктов, таких как пляжная клубника (Fragaria chiloensis var. chiloensis forma chiloensis) и калафат (Berberis buxifolia), которые собирали местные индейцы, а сейчас собирают жители европейского происхождения. Это единственные леса в мире, развившиеся в условиях такого холодного лета. Лесной покров расположен очень близко к самой южной оконечности Южной Америки. Ветер здесь настолько сильный, что деревья в подверженных воздействию ветра районах вырастают в скрученные формы, из-за чего их называют «деревьями-флагами». Древесная растительность простирается на юг до острова Эстадос, острова Наварино и северной части острова Хосте. Сообщества нотофагов встречаются на высотах выше 500 м над уровнем моря. Дальше на юг — Волластонские острова и южная часть острова Хост-Айленд — покрыты субантарктической тундрой.
Леса Огненной Земли вышли за рамки местного значения: они стали источником деревьев, которые выращивают в местах, изначально лишённых древесной растительности, с почти таким же климатом, как например Фарерские острова. Большинство видов было собрано в самых холодных местах Огненной Земли — главным образом, в районах, граничащих с тундрой. Эти усилия привели к положительным изменениям, поскольку сильные ветра и прохладное лето на Фарерских островах не позволили вырастить деревья из других регионов мира. Импортируемые деревья используются в основном в качестве защиты от ветра и для борьбы с эрозией, вызванной ураганами и выпасом скота.

### Фауна

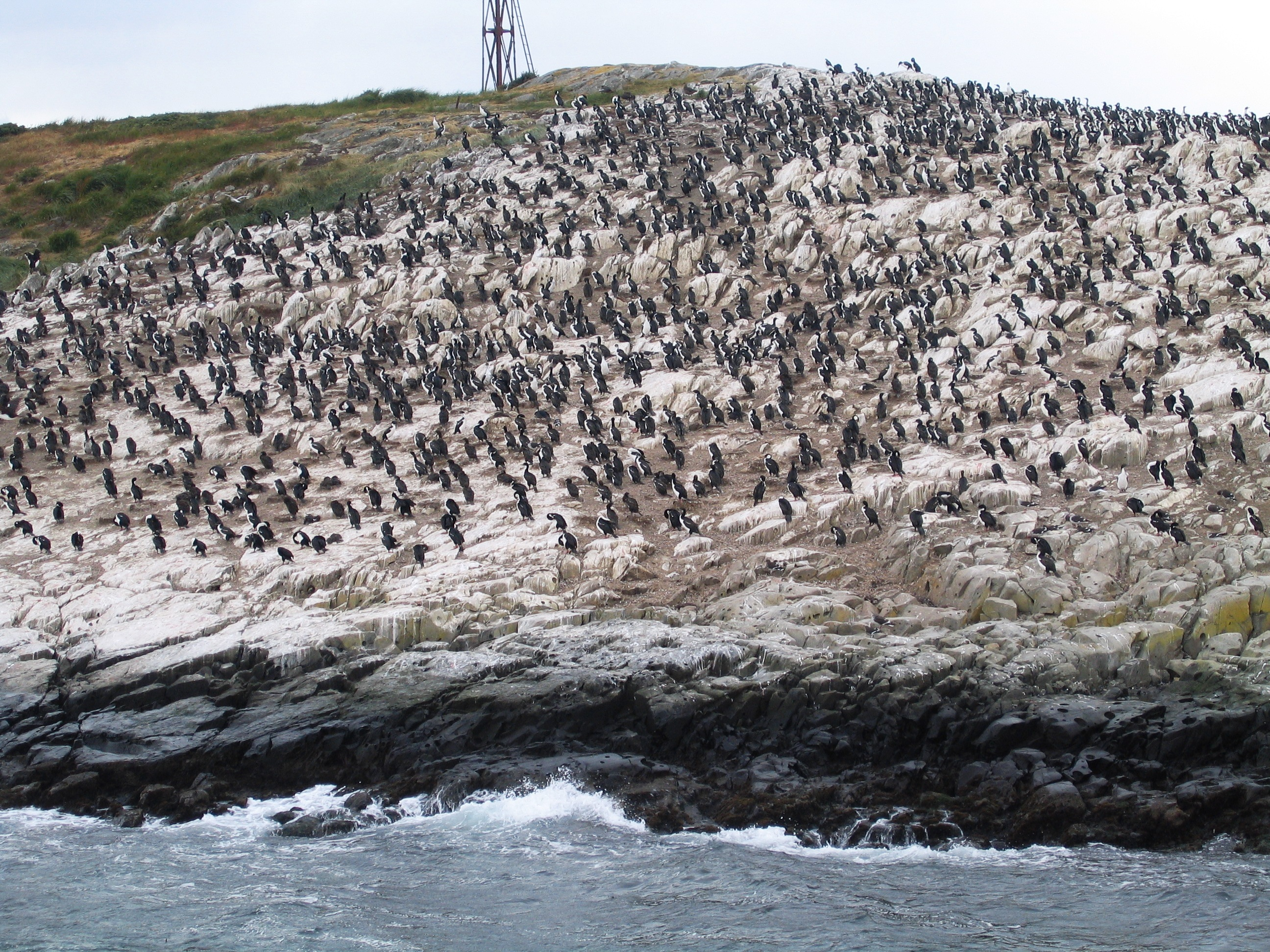
Бакланы на берегу пролива Бигл

Среди наиболее заметных животных архипелага — изумрудные попугаи, морские чайки, гуанако, лисы, зимородки, королевские зимородки, кондоры, королевские пингвины, совы и огненные колибри.
Североамериканские бобры, интродуцированные в 1940-х годах, размножались и причинили значительный ущерб лесам острова. Правительства разработали широкомасштабную программу по ловле и истреблению бобров на Огненной Земле.
Как и материк — Чили и Аргентина на севере — этот архипелаг считается одним из лучших в мире для промысла форели. Вес особей коричневой форели местного морского происхождения часто превышает 9 кг, особенно в таких реках, как Рио-Гранде, Сан-Пабло и Лаго-Фаньяно. Большая часть этих вод находится в частной собственности, с уловом и выпуском и нахлыстовым рыболовством.
Воды, прилегающие к Огненной Земле, очень богаты разнообразием китообразных. В 2000-х годах здесь увеличилось количество мест обитания южных гладких китов, а также горбачей и некоторых других видов, таких как синие киты, южные финвалы, южные сейвалы и южный кит Минке. Пролив Бигл — видное место для наблюдения за редкими эндемичными дельфинами и менее изученными карликовыми китами.
Здесь обитают южные морские львы, южноамериканские морские котики (Arctocephalus australis), морские леопарды (Hydrurga leptonyx; тюлени, питающиеся тюленями) и гигантские морские слоны (Mirounga).

## История

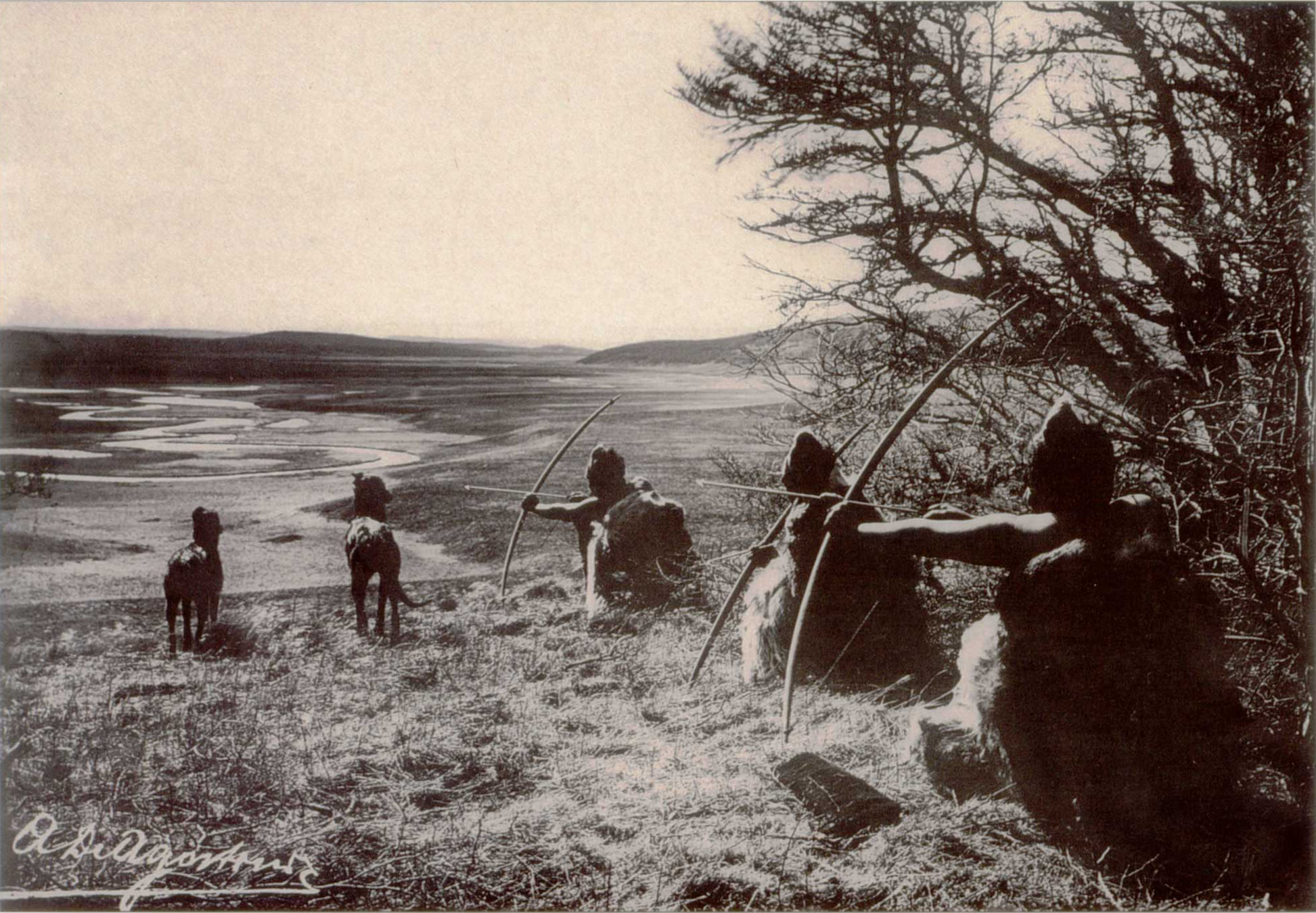
Селькнамские охотники в 1930 г.

Первооткрыватель Магеллан считал, что архипелаг — северная часть Неведомой Южной земли — Terra Australis Incognita. Своё название архипелаг получил после его плавания.
В 1881 году Чили и Аргентина договорились разделить пополам главный остров Огненной Земли. В октябре 1884 года был основан аргентинский город Ушуая. В октябре того же года на Огненной Земле было найдено золото и началась золотая лихорадка на Огненной Земле. Одним из первых привлечённых золотом из Европы прибыл авантюрист Джулиус Поппер. Он чеканил из золота монеты, часть которых признавало аргентинское правительство, однако запасы золота на Огненной Земле оказались относительно небольшими и быстро исчерпались.
Огненная Земля оказалась прекрасным местом для разведения овец, но на них начали охоту местные индейцы. После этого Поппер, располагавший к тому времени небольшой частной армией, и другие авантюристы начали расправы с индейцами. Они продолжились даже в начале XX века. Численность селькнамов, одного из основных индейских народов, заселявших Огненную Землю, за 35 лет сократилось более чем на 90 %.
В 1904 году между Аргентиной и Чили начался спор по поводу владения рядом островов с южной стороны главного острова Огненной Земли. Лишь в 1984 году Аргентина признала их чилийской территорией.

## Население

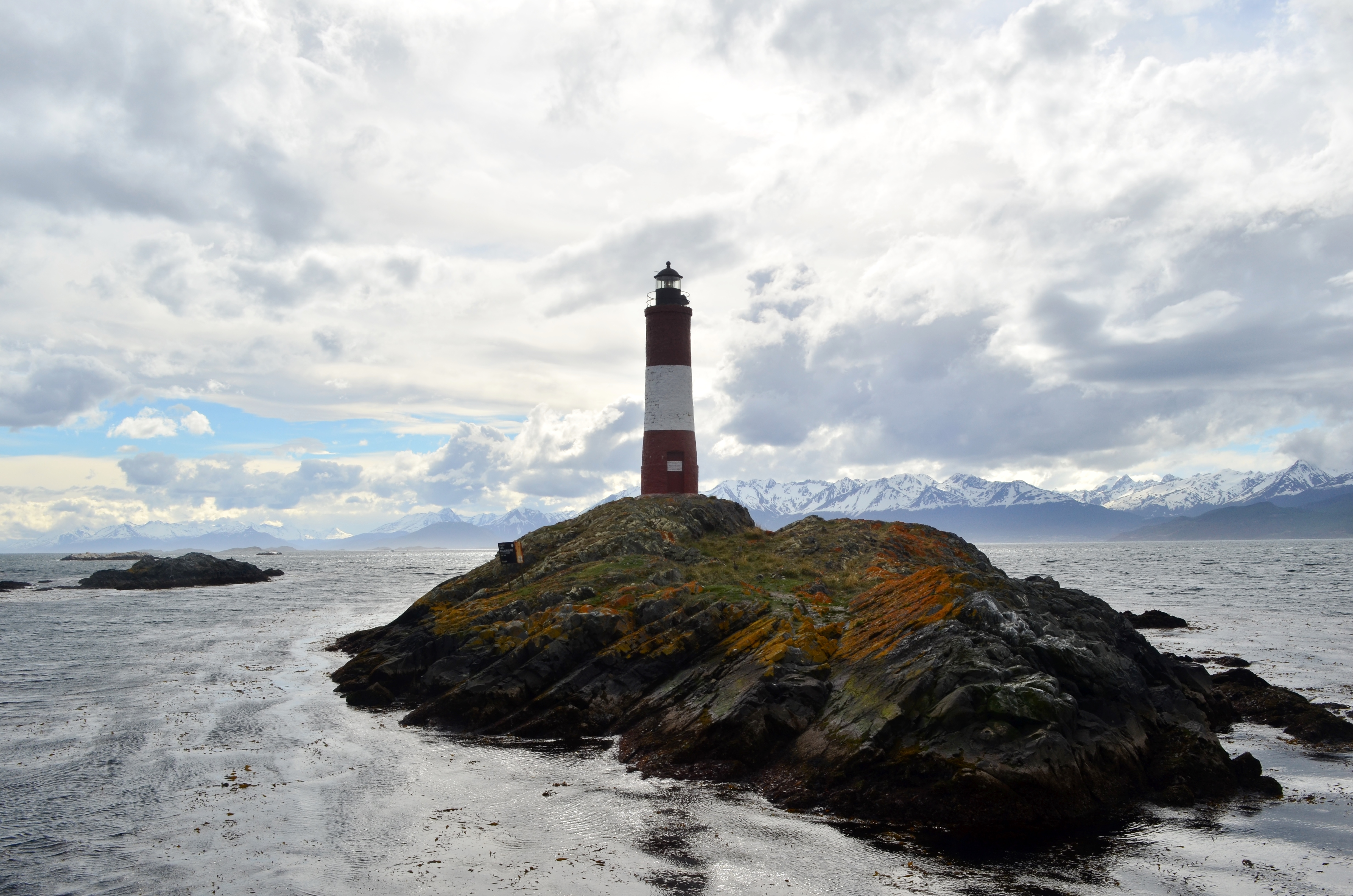
Маяк Les Eclaireurs

На острове Огненная Земля находятся конечная точка Панамериканского шоссе, самая южная в мире железная дорога (Поезд на краю света) и самый южный город планеты — Ушуая (Аргентина). На острове Наварино находится самый южный населённый пункт Земли — Пуэрто-Торо (Чили). Большинство населения проживает на острове Огненная Земля.
Среди аборигенов Огненной Земли (известных также как огнеземельцы, или фуэгины) преобладает народ яганы, говоривший до конца XX века на изолированном языке ямана, также на острове представлены народы материковой части Южной Америки. Ранее на островах проживали селькнамы, однако европейские поселенцы в конце XIX — начале XX века устроили их геноцид.

## Архипелаг в искусстве
- На Исла-Гранде происходит действие романа Майна Рида «Огненная земля» (1885).
- На острове Осте разворачивается действие романа Жюля Верна «Кораблекрушение „Джонатана“» (1897).
- Об острове Эстадос Жюлем Верном написана повесть «Маяк на краю света» (1905).
- Судьбе коренного населения архипелага посвящён рассказ Р. Ф. Итса «Трагедия Огненной земли» из сборника «Цветок лотоса. Рассказы этнографа» (1962).
- «Огненная Земля»[исп.] — фильм 1948 года производства Аргентины.
- «Опасный свет на краю земли» — приключенческий фильм по мотивам одноимённого романа Жюля Верна производства США, Испании и Швейцарии (1971).
- «Огненная Земля» — фильм производства Чили, Испании и Италии (2000).